# Lanjarivo
Lanjarivo is een commune in het noordoosten van Madagaskar, behorend tot het district Antalaha dat gelegen is in de regio Sava. Een volkstelling schatte in 2001 het inwonersaantal op 11.326. De stad biedt enkel lager onderwijs aan. 99% van de bevolking werkt als landbouwer en 1% is actief in de dienstensector. De belangrijkste landbouwproducten zijn kruidnagel, koffie en vanille.